# Illa Maragda

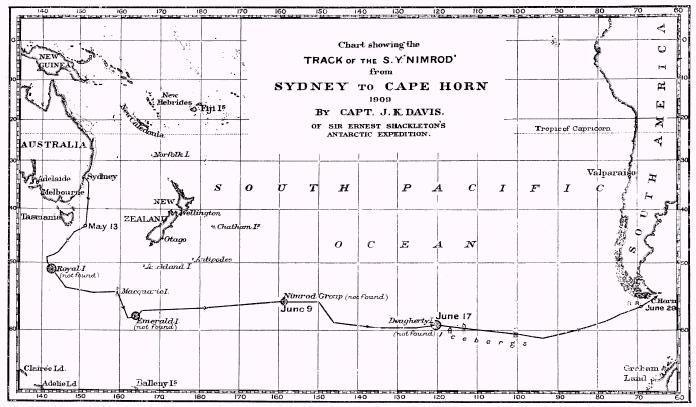
Carta de viatge del Nimrod del 1909.

L'Illa Maragda (en anglès, Emerald Island) és una illa fantasma citada pels exploradors del vaixell Emerald, sota el comandament de William Elliot, el desembre del 1821, i que se suposa que es troba entre Austràlia i l'Antàrtida, al sud de l'illa Macquarie. Se l'ha descrit com una illa petita però muntanyosa situada a 57° 30′ S, 162° 0′ E / 57.500°S,162.000°E.
El 1840, l'expedició Wilkes no va trobar cap rastre de l'illa. Tot i que un capità que va visitar Port Chalmers va citar que l'havia vist abans del 1890, la recerca pel Nimrod el 1909 tampoc no va donar resultat. L'última aparició a la cartografia mundial de la qual hi ha registre és en un llibre calendari d'escriptori (amb atles) publicat per American Express el 1987.
La plana abissal on se suposa que es troba aquesta illa rep el nom de Conca Maragda.